# Црнолеђи шакал
Црнолеђи шакал (лат. Canis mesomelas) је сисар из реда звери (лат. Carnivora) и породице паса (лат. Canidae).
Фосилни остаци указују да је ова врста најстарији постојећи члан рода (лат. Canis). Тежина ове врсте не прелази 15 килограма.

## Распрострањеност
Ареал врсте црнолеђих шакала обухвата већи број држава у Африци.
Врста настањује Етиопију, Замбију, Јужноафричку Републику, Судан, Сомалију, Зимбабве, Мозамбик, Анголу, Кенију, Танзанију, Боцвану, Џибути, Еритреју, Лесото, Намибију, Свазиленд и Уганду.
Станишта ове врсте су саване, травната вегетација и пустиње. Врста је распрострањена од нивоа мора до 3.000 метара надморске висине. Хране се ситним бескичмењацима, шкорпијама и антилопама.
Ови шакали су територијалне животиње и живе у чопорима у којима је јасно дефинисана хијерархија. Међусобно комуницирају урлицима. Природни непријатељи су им лавови, леопарди и златни шакали.
Сезона парења почиње у мају и завршава се у августу. Гестацијски период траје 60 дана и рађа се једно или више младунаца. Њихов просечан животни век је седам година. Ова врста је наведена као последња брига, јер има широко распрострањење и честа је врста.